# Huperzia sulcinervia
Huperzia sulcinervia là một loài thực vật có mạch trong Họ Thạch tùng. Loài này được (Spring) Rothm. Mô tả khoa học đầu tiên năm 1951. Được tìm thấy ở vùng Hawaii.